# Főherceglak
Főherceglak (horvátul Kneževo) falu a horvátországi Eszék-Baranya megye északi részén, a Duna és a Dráva folyók által határolt – Baranyai háromszögnek is nevezett földrajzi – térségben. Közigazgatásilag a 20. század elején még a Magyarországon maradt Ivándárda (Baranya vármegye Baranyavári járása) külterületi lakott helye volt, melytől aztán a trianoni békeszerződés által megállapított határ választotta el. Most Baranyabán községhez (járáshoz) tartozik.

## Fekvése
Eszéktől légvonalban 31, közúton 40 km-re északra, községközpontjától 4 km-re északnyugatra, Baranyában, a Drávaszög északi részén, a Pélmonostort Moháccsal összekötő főút és az országhatár között fekszik.

## Megközelítése
A Magyar Közlönyben jelent meg 2018-ban, hogy tervezik a Sárokot és Főherceglakot összekötő új út, s egy ottani átkelőhely kialakítását.

## Története
A régészeti leletek tanúsága szerint területén már az őskorban éltek emberek. A „Buziklica - Malo Kneževo” régészeti lelőhelyen több rétegben őskori és középkori kerámiák, kődarabok tanúskodnak egy hosszú ideig létező településről. 1988-ban a baranyai területek régészeti bejárása során a „Ciglana” nevű lelőhelyen a település határában talált ókori kerámiák, terra sigillaták és építőanyag jelezte, hogy itt ókori épületegyüttes, valószínűleg római villagazdaság épületei álltak. Egy másik régészeti bejárás során 1986-ban egy platón, a „Crna bara - Buziklica” lelőhelyen középkori alapokat, egykori szilárd anyagból rakott falak maradványait találták. A tervszerű feltárás hiányában a maradványok korát nem tudták pontosan meghatározni, de valószínűleg a már korábban feltárt „Buziklica - Malo Kneževo” régészeti lelőhely középkori településéhez tartoztak. 
A középkori településnek írásos nyomai is vannak. 1296-ben „Look” néven említik először, 1338-ben, 1355-ben és 1394-ben „Laat”, 1400-ban és 1412-ben „Lak”, 1460-ban „Eghazaslak” néven említik. Az utóbbi név kétségtelenné teszi, hogy a településnek már a középkorban temploma volt. 1412-ben a bátmonostori Töttös, 1413-ban a Garai családé volt. A középkori falu lakói feltételezhetően 1526-ban a közelgő háborús vész elől menekültek el. A török uralom idején az elnéptelenedett faluba feltehetően Boszniából érkezett szerbek települtek be. Az 1591-es török adókönyvben a falu „Lak” néven 16 adózóval szerepel, a nevek alapján tiszta szerb lakossággal. A térség 1687-ben szabadult fel a török uralom alól, de a felszabadító harcok során ismét elnéptelenedett. 
A felszabadítás után pusztaként a bellyei uradalom része lett, melyet hadi érdemeiért királyi adományként Savoyai Jenő herceg kapott meg. Savoyai Jenő halála után a bellyei uradalom felett az Udvari Kamara vette át az irányítást, majd 1780-ban a Habsburg–család Tescheni („hadvezéri”) ágához került, amely egészen az Osztrák–Magyar Monarchia 1918-ban történt széthullásáig tulajdonolta. 
A mai település Lak-puszta néven mezőgazdasági majorként keletkeztett a 19. század elején. 1818-ban a bellyei uradalom akkori birtokosa Károly Lajos főherceg kastély építésébe kezdett itt, melynek munkálatai tíz évig tartottak. Az épület körül hamarosan megkezdték az istállók, a mezőgazdasági gépek tárolására szolgáló helyiségek és a munkavállalók lakásainak építését. Így a jelen kastély mellett lassan fejlődött Lak település, amelyből a mai Főherceglak származik. 1827-ben a bellyei uradalom igazgatását is ide költöztették. 1852-ig a kastély csak az uradalom gazdasági központjaként szolgált, ekkor azonban központi részét klasszicista lakókastéllyá építették át. Károly örököse fia, Albrecht lett, majd halála után Albrecht testvérének fia, Frigyes lett a következő ura, egészen az első világháborúig.
A település Baranya vármegye Baranyavári járásához tartozott. Az első világháború után az új szerb-horvát-szlovén állam, majd később (1929-ben) Jugoszlávia része lett. Nevét a délszláv hatóságok Főherceglakról Kneževóra szlávosították. 1941 és 1944 között ismét Magyarországhoz tartozott, majd a háború után ismét Jugoszlávia része lett. 1991 óta a független Horvátország része. A településnek 2011-ben 803 lakosa volt.

## Népessége
| Lakosság változása | Lakosság változása | Lakosság változása | Lakosság változása | Lakosság változása | Lakosság változása | Lakosság változása | Lakosság változása | Lakosság változása | Lakosság változása | Lakosság változása | Lakosság változása | Lakosság változása | Lakosság változása | Lakosság változása | Lakosság változása |
| ------------------ | ------------------ | ------------------ | ------------------ | ------------------ | ------------------ | ------------------ | ------------------ | ------------------ | ------------------ | ------------------ | ------------------ | ------------------ | ------------------ | ------------------ | ------------------ |
| 1857               | 1869               | 1880               | 1890               | 1900               | 1910               | 1921               | 1931               | 1948               | 1953               | 1961               | 1971               | 1981               | 1991               | 2001               | 2011               |
| 0                  | 721                | 0                  | 0                  | 816                | 823                | 0                  | 0                  | 1.966              | 1.634              | 1.689              | 1.515              | 1.371              | 1.408              | 970                | 803                |

(1869-től településrészként, 1948-tól önálló településként. 1880-ban, 1890-ben, 1921-ben és 1931-ben lakosságát Baranyabánhoz számították.)
Etnikai összetétel (1991):
- horvátok (29,68%)
- szerbek (29,19%)
- jugoszlávok (20,59%)
- magyarok (6,39%)
- egyéb (14,13%)

## Gazdaság
A településen hagyományosan a mezőgazdaság, az állattartás és a szőlőtermesztés képezi a megélhetés alapját. 

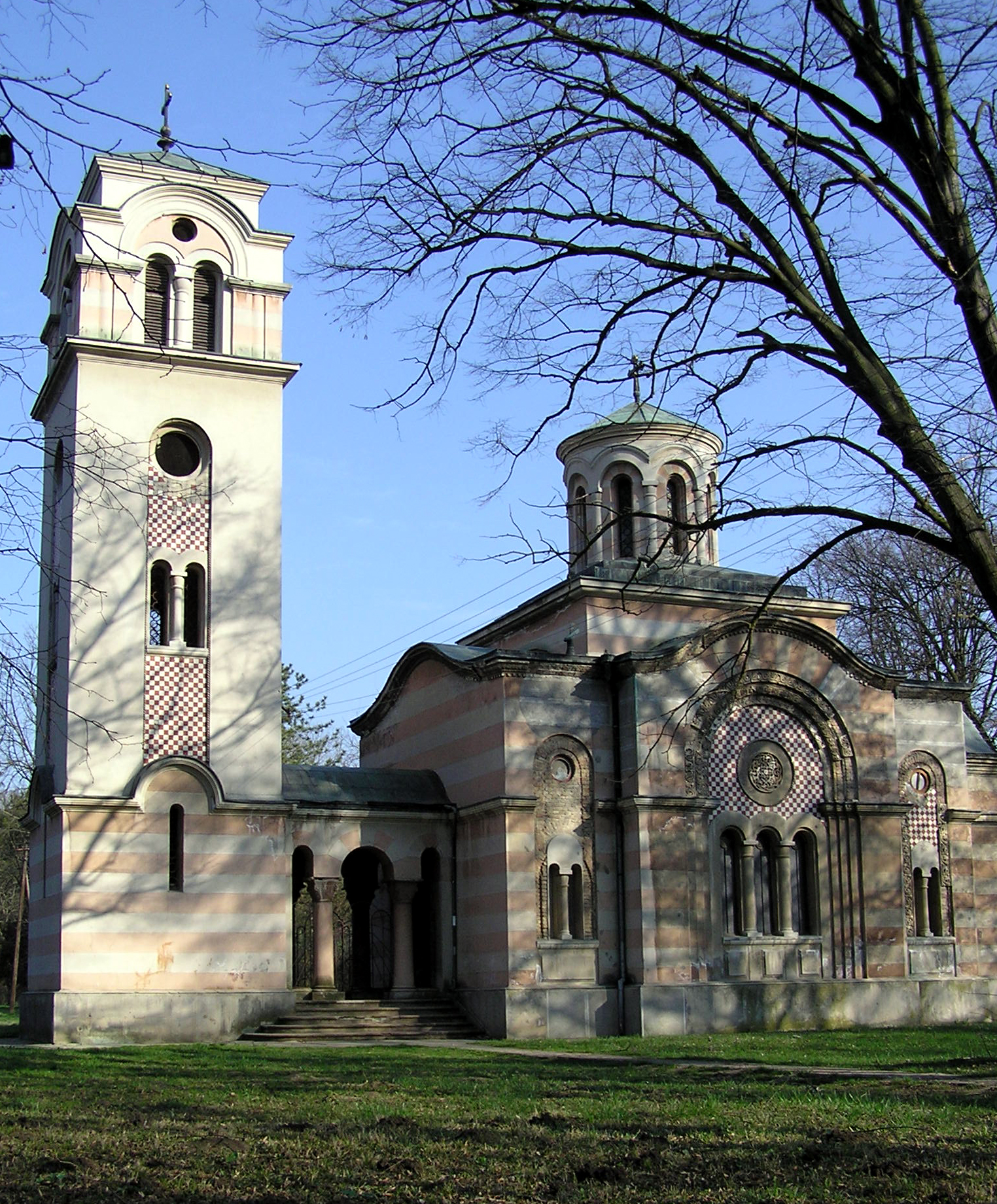
A Szent György pravoszláv templom

## Nevezetességei
A település központjában álló főherceglaki kastély 1818 és 1827 között egyszintes épületként létesült, 1852-ben az épületegyüttes központi részét klasszicista kastéllyá építették át. Az 1920-as években új kastélyszárnyat építettek. Az épületet 1969-ben újították fel teljesen utoljára. A nyugati főhomlokzat a település felé, a keleti homlokzat pedig a park felé néz. A központi, három ablaknyílásnyi szélességű kétemeletes részt felül háromszög alakú oromzat zárja le, kiemelve az épület klasszicista jellegét, mely az ókori építmények mintájára annyira divatos volt a 19. század első felében. Elsősorban uradalmi központnak épült, irodák, az intéző lakása volt benne, a tulajdonos lakrésze elsősorban úgy volt kialakítva, hogy szállásul szolgáljon, ha véletlenszerűen távolról szeretne ide jönni. Ma sem él senki a kastélyban, de a földszinten, az érdekes keresztboltozat alatt található a bellyei uradalom több, mint 200 éves levéltára. A kastély már régóta nem volt alkalmas az eredeti funkciójára, így kérdéses volt a további sorsa. Felmerült a Baranyai múzeum itt történő megnyitásának gondolata, ez azonban nem valósult meg, bár alkalmi kiállításokat rendeznek benne, de ma is elhagyatottan áll.
A kastély mellett az építkezéssel egyidejűleg egy nagyméretű parkot létesítettek, melyben már 1814-ben megkezdődött a fák és a különféle gyümölcsfák ültetése, 1818-ban pedig faiskolai fákból fasorokat ültettek. 1976-ban a 7 hektáros területen elterülő parkot természetvédelmi területté nyilvánították.
A település délkeleti részén a kastély közelében áll az 1856-ban épített Szent Hildegard katolikus templom.
Szent György tiszteletére szentelt szerb pravoszláv templomát Karadjordjevics Sándor jugoszláv király rendeletére építették 1929-ben neobizánci stílusban. A templom ikonosztázát az 1970-es években Ivan Bens festőművész festette.

## Oktatás
A településen a baranyabáni általános iskola területi iskolája működik.

## Sport
Az NK Belje Kneževo labdarúgóklub elődjét 1919-ben alapították FTTE néven, de ez a falu délszláv uralom alá kerülésével megszűnt. A Belje labdarúgóklubot 1927-ben alapították. A második világháború előtt a klub nehéz körülmények között működött, mert a „BELJA” mezőgazdasági-ipari kombinát – amelynek a nevét viselte – vezetése nem mutatott nagy érdeklődést a foci iránt. A klubnak nagy problémái voltak a pályával is, amelynek ötször is költöznie kellett. A második világháború idején működése szünetelt és csak 1946. március 20-án kezdte meg újra a tevékenységét. Azóta a megyei bajnokság különböző ligáiban szerepel.

## Egyesületek
DVD Kneževo önkéntes tűzoltó egyesület.